# アルベルト・ピラート
アルベルト・ピラート（Albert Pilát、1903年11月3日 - 1974年5月29日）は、チェコの菌学者である。

## 略歴
プラハで生まれた。プラハ・カレル大学に学び、ヨセフ・ベレノフスキイ（Josef Velenovský）の指導を受けて、菌学を専門とした。1930年にプラハ国立博物館の職員となり、1948年に菌類部門の部長となった。菌類の分野、高山植物の分野に多くの著書がある。チェコの菌類雑誌、"Czech Mycology"の主編集者を務め、多くの菌類の記載を行った。

## 著作
560あまりの著作があるが、おもにチェコ語で執筆された他、国際雑誌にも寄稿した。以下は一例である。
- 1935: Atlas des champignons de l'Europe: Pleurotus Fries （Pleurotus属のモノグラフ）
- 1933–1942: Atlas des champignons de l'Europe: Polyporaceae （サルノコシカケ科のモノグラフ）
- 1969: Houby Československa ve svém zivotním prostredí （『チェコスロヴァキアに自生するキノコ』）